# リー・ヘイズルウッド
リー・ヘイズルウッド（Lee Hazlewood、1929年7月9日 - 2007年8月4日）は、アメリカ合衆国のシンガー・ソングライター、音楽プロデューサーである。日本語では「リー・ヘイゼルウッド」とも表記される。ナンシー・シナトラのヒット曲「にくい貴方」の作者として知られている。

## 経歴
1929年7月9日、オクラホマ州マンフォードに生まれる。テキサス州ポート・ネチェスで育った。彼にとっての音楽的ヒーローは、スタン・ケントンとジョニー・マーサーであった。南メソジスト大学にて薬学を学んだ。朝鮮戦争ではアメリカ陸軍に従軍した。
退役後、アリゾナ州フェニックスに移り住んだ。同州クーリッジのラジオ局にてディスク・ジョッキーを務めた。ヘイズルウッドが作曲した「The Fool」は、歌手のサンフォード・クラークが1956年に吹き込み、チャートのトップ10に入るヒットを記録した。そのほか、ギタリストのデュアン・エディに「Rebel Rouser」などの楽曲を提供した。
1963年、自身初のソロ・アルバム『Trouble Is a Lonesome Town』を発表した。カリフォルニア州ロサンゼルスに移り住んだ彼は、フランク・シナトラからの依頼を受けて、娘のナンシー・シナトラと仕事することになった。彼女の「にくい貴方」は、アメリカ合衆国とイギリスでチャート1位を獲得し、ヘイズルウッドの最も有名な楽曲となった。2人はデュオとして3枚のアルバムを残した。
ヘイズルウッドが設立したLHIから、1968年、グラム・パーソンズのインターナショナル・サブマリン・バンドのアルバムが発売された。同レーベルからは、ヘイズルウッド自身の作品も発売された。
彼は成功の絶頂でスウェーデンに渡り、1970年代に複数の実験的なソロ・アルバムを発表した。1970年代前半は、ヨーロッパ諸国とアメリカ合衆国を往復する生活を送った。1978年以降は音楽活動を休止していたが、1993年に復帰し、再びアメリカ合衆国を拠点に活動した。
2007年8月4日、腎臓がんによりネバダ州ヘンダーソンにて死去。78歳没。2006年の『Cake or Death』が彼の最後のアルバムとなった。

## ディスコグラフィー

### スタジオ・アルバム
- Trouble Is a Lonesome Town (1963年)
- The N.S.V.I.P.'s (1965年)
- Friday's Child (1966年)
- The Very Special World of Lee Hazlewood (1966年)
- Lee Hazlewoodism: Its Cause and Cure (1967年)
- The 98% American Mom & Apple Pie 1929 Crash Band (1967年)
- Nancy & Lee (1968年) (ナンシー・シナトラとの共作)
- Love and Other Crimes (1968年)
- Something Special (1968年)
- The Cowboy & the Lady (1969年) (アン＝マーグレットとの共作)
- Forty (1969年)
- Cowboy in Sweden (1970年)
- Requiem for an Almost Lady (1971年)
- Nancy & Lee Again (1972年) (ナンシー・シナトラとの共作)
- 13 (1972年)
- I'll Be Your Baby Tonight (1973年)
- Poet, Fool or Bum (1973年)
- A House Safe for Tigers (1975年)
- 20th Century Lee (1976年)
- Back on the Street Again (1977年)
- Movin' On (1977年)
- Gypsies & Indians (1993年) (アンナ・ハンスキとの共作)
- Farmisht, Flatulence, Origami, ARF!!! & Me... (1999年) (アル・ケイシー・コンボとの共作)
- For Every Solution There's a Problem (2002年)
- Bootleg Dreams & Counterfeit Demos (2002年)
- Nancy & Lee 3 (2004年) (ナンシー・シナトラとの共作)
- Cake or Death (2006年)

### ライヴ・アルバム
- The Stockholm Kid (1974年)
- The Lycanthrope Tour: Europe 2002 (2003年)

## 関連文献
- Wallace, Wyndham (2015). Lee, Myself & I: Inside the Very Special World of Lee Hazlewood. Jawbone Press